# I, Frankenstein
I, Frankenstein is een Amerikaans-Australische fantasy-actiefilm uit 2014 onder regie van Stuart Beattie. Het verhaal hiervan is gebaseerd op dat uit een gelijknamige graphic novel van Kevin Grevioux.

## Verhaal

### Proloog
Victor Frankenstein creëert in 1795 een nieuw leven met onderdelen van de lichamen van dode mensen, maar verwerpt zijn zielloze schepping vervolgens. Het wezen doodt daarop razend de vrouw van zijn maker. Frankenstein zweert wraak, maar wanneer hij zijn schepping op de hielen zit op de Noordpool, bezwijkt hij aan de vrieskou. Het wezen is hier getuige van en besluit zijn maker te begraven. Terwijl hij dit doet, duiken er demonen op die hem aanvallen. Hij wordt hiervan gered door Ophir en Keziah, twee leden van een orde van gargoyles, wezens die kunnen wisselen tussen een menselijk uiterlijk en een gedaante als gevleugeld monster. Ze nemen hem vervolgens mee naar hun leidster, Lenore, die hem de naam Adam geeft. Ze legt hem uit dat de aartsengel Michaël haar soort creëerde om de mensheid te beschermen tegen demonen en nodigt hem uit om zich bij hen te voegen. Adam weigert en vertrekt, maar krijgt kalibatons mee met daarop het symbool van de orde van gargoyles. Dit maakt dat elke demon die hij daarmee doodt, vast komt te zitten in de Hel.

### Hoofdlijn
Er verstrijken twee eeuwen terwijl Adam alleen de wereld rondtrekt en demonen vernietigt. Dan wordt hij opgemerkt door de demon Helek, die het bestaan van 'het monster van Frankenstein' meldt aan zijn baas Charles Wessex. Wessex vertoont zich in het dagelijkse leven als menselijke zakenman, maar is in werkelijkheid demonenleider Naberius. Hij is de opdrachtgever van een geheim onderzoek naar het tot leven wekken van de doden. Het hoofd van dit project, Terra Wade, weet niets van zijn ware aard of intenties. Adam belichaamt voor Wessex het antwoord op de vraag hoe hij leven kan creëren. Hij stuurt daarom zijn manschappen op pad om hem op te halen.
Adam doodt tijdens zijn jacht op demonen per ongeluk een mens. Daarom wordt hij meegenomen en vastgezet door de gargoyles. Wanneer de demonen hun thuisbasis aanvallen om Adam te pakken te krijgen, laat de orde hem vrij zodat hij ze bij kan staan. Tijdens het gevecht lijden beide kanten verliezen. Bovendien ontvoeren de demonen Lenore, om haar te ruilen voor Adam. Die is alleen niet meer in handen van de orde, maar zelf op onderzoek uitgegaan. Gargoyle Gideon maakt toch een afspraak met demon Zuriel. Hij verschijnt hierop zonder Adam, maar met het dagboek waarin Frankenstein precies beschrijft hoe hij hem creëerde. Zuriel ruilt Lenore om voor het geschrift, tot tevredenheid van Naberius. Die beseft dat hij Adam niet eens meer nodig heeft nu hij een exacte handleiding in handen heeft.
Adam volgt Zuriel naar het Wessex Institute. Hij ziet hier dat Naberius duizenden menselijke lijken klaar heeft hangen om tot leven te wekken. Hij wil die gebruiken om even zoveel demonen van lichamen te voorzien. Zo wil hij een leger scheppen waarmee hij de wereld over kan nemen. Dit kon hij tot op dat moment niet, omdat deze demonen alleen terechtkunnen in levende lichamen zonder ziel, zoals dat van Adam. Met de wetenschap uit het geschrift, lukt het Terra nu wel om een dood proefdier tot leven te wekken.
Adam bezoekt Terra in het Wessex Institute om haar de waarheid over haar opdrachtgever te vertellen. Ze gelooft hem in eerste instantie niet, maar is er vervolgens getuige van hoe de rechterhand van Naberius transformeert van mens tot demon. Adam herovert Frankensteins dagboek en verbrandt het, maar de juiste technologie is al doorgevoerd in Naberius' machine. Adam laat zich daarom zien aan de gargoyles en lokt hen naar het Wessex Institute. Hier ontstaat een massaal gevecht tussen de orde en de demonen. Naberius activeert zijn machine en begint het proces dat duizenden dode lichamen tot leven moet wekken. Wanneer Adam hem confronteert, probeert Naberius een demon in zijn lichaam te dwingen. Tot zijn verbazing mislukt dit; er blijkt een ziel te zijn ontstaan in Adams lichaam. Die kerft daarop het symbool van de orde in Naberius' lichaam. Dit vernietigt de demonenleider, zijn volgelingen en zijn gehele instituut. Het gebouw gaat volkomen in vlammen op.

### Epiloog
Lenore schenkt Adam vergiffenis voor de doden die zijn gevallen tijdens zijn missie. Hij trekt vervolgens verder om weer als eenling de wereld te doorkruisen, op zoek naar demonen om te vernietigen.

## Rolverdeling
| - Aaron Eckhart - Adam - Yvonne Strahovski - Terra Wade - Miranda Otto - Leonore - Bill Nighy - Charles Wessex / Naberius - Jai Courtney - Gideon - Socratis Otto - Zuriel - Aden Young - Victor Frankenstein - Caitlin Stasey - Keziah - Mahesh Jadu - Ophir - Steve Mouzakis - Helek - Nicholas Bell - Carl Avery | - Deniz Akdeniz - Barachel - Chris Pang - Levi - Kevin Grevioux - Dekar - Bruce Spence - Molokai - Virginie Le Brun - Elizabeth Frankenstein - Penny Higgs - Sargon - Goran D. Kleut - Rekem - Yasca Sinigaglia - Igal - Nicole Downs - Procula - John Reynolds - Jannes |

## Trivia
- Naberius' lijfwacht Dekar wordt gespeeld door Kevin Grevioux, de schrijver van de graphic novel waarop I, Frankenstein is gebaseerd.